# Harmadik Smuts-kormány
A harmadik Smuts-kormány a Dél-afrikai Unió kilencedik felelős kormánya volt. Az 1943-as választás utáni első két évben három párt volt jelen a kabinetben, az Egyesült Párt (VP), a Dél-afrikai Munkáspárt (SAAP) és a Domínium Párt (DP). Viszont ez utóbbi kettő 1945-ben kilépett a kormányból, így a VP egyedül kormányzott egészen az 1948-as választás elvesztéséig.

## Felépítése

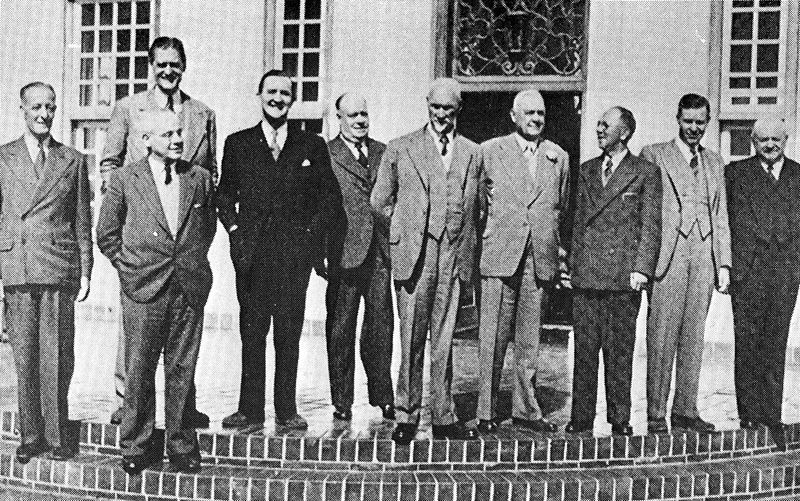
A kabinet tagjai balról jobbra: Sidney Waterson, Jan Hofmeyr (elöl), Pieter van der Byl (hátul), Harry Lawrence, James Mushet, Jan Smuts, C.F. Clarkson, Henry Gluckman, J.G.N. Strauss és Colin Steyn

| Poszt | Poszt                                                          | Miniszter            | Terminus         | Terminus        | Párt |
| Poszt | Poszt                                                          | Miniszter            | Kezdete          | Vége            | Párt |
| ----- | -------------------------------------------------------------- | -------------------- | ---------------- | --------------- | ---- |
|       | Miniszterelnök                                                 | Jan Smuts            | 1943. július 17. | 1948. május 26. | VP   |
|       | Védelmi miniszter                                              | Jan Smuts            | 1943. július 17. | 1948. május 26. | VP   |
|       | Külügyminiszter                                                | Jan Smuts            | 1943. július 17. | 1948. május 26. | VP   |
|       | Miniszterelnök-helyettes                                       | Jan Hofmeyr          | 1943. július 17. | 1948. május 26. | VP   |
|       | Erdészeti és agrárminiszter                                    | J.G.N. Strauss       | 1944             | 1948. május 26. | VP   |
|       | Erdészeti és agrárminiszter                                    | W.R. Collins         | 1943. május 26.  | 1944            | VP   |
|       | Gazdasági fejlesztésért felelős miniszter (1944-ben átnevezve) | Sidney Waterson      | 1943. július 17. | 1948. május 26. | VP   |
|       | Oktatásügyi miniszter                                          | Jan Hofmeyr          | 1943. július 17. | 1948. május 26. | VP   |
|       | Pénzügyminiszter                                               | Jan Hofmeyr          | 1943. július 17. | 1948. május 26. | VP   |
|       | Belügyminiszter                                                | C. F. Clarkson       | 1943. július 17. | 1948. május 26. | VP   |
|       | Igazságügyminiszter                                            | Harry Lawrence       | 1945             | 1948. május 26. | VP   |
|       | Igazságügyminiszter                                            | Colin F. Steyn       | 1943. július 17. | 1945            | VP   |
|       | Munkaügyi miniszter                                            | Colin F. Steyn       | 1945             | 1948. május 26. | VP   |
|       | Munkaügyi miniszter                                            | Walter Mandeley      | 1943. július 17. | 1945            | SAAP |
|       | Földművelésügy és öntözési miniszter                           | A. M. Conroy         | 1943. július 17. | 1948. május 26. | VP   |
|       | Bányaügyi miniszter                                            | C. F. Stallard       | 1943. július 17. | 1945            | DP   |
|       | Bennszülöttügyi miniszter                                      | P. V. G. van der Byl | 1943. július 17. | 1948. május 26. | VP   |
|       | Posta és telegráfminiszter                                     | C. F. Clarkson       | 1943. július 17. | 1945            | VP   |
|       | Közmunkaügyi miniszter                                         | C. F. Clarkson       | 1943. július 17. | 1945            | VP   |
|       | Közlekedésügyi miniszter (átnevezve 1944-ben)                  | Frederick Sturrock   | 1943. július 17. | 1948. május 26. | VP   |
|       | Jólétért és demobilizálásért felelős miniszter                 | Harry Lawrence       | 1943. július 17. | 1948. május 26. | VP   |

## Fordítás
Ez a szócikk részben vagy egészben  a   Third Cabinet of Jan Smuts című angol Wikipédia-szócikk ezen változatának fordításán alapul.  Az eredeti cikk szerkesztőit annak laptörténete sorolja fel. Ez a jelzés csupán a megfogalmazás eredetét és a szerzői jogokat jelzi, nem szolgál a cikkben szereplő információk forrásmegjelöléseként.